# Alpslide
Alpslide (Aconogonon alpinum) är en art i familjen slideväxter från södra, sydcentrala och östra Europa till sydvästra, centrala och östra Asien.
Arten har små vita blommor och blommar från juli till september. Den kan bli upp till en meter hög.

## Synonymer
- Aconogonon alpinum var. stewartii S.-P. Hong
- Persicaria alpina (L.) H.Gross
- Pleuropteropyrum alpinum (All.) Nakai
- Pleuropteropyrum undulatum (Murray) A. Love & D. Love, nom. illeg.
- Polygonum alpinum All.
- Polygonum sibiricum L.f.
- Polygonum undulatum Murray nom. illeg.
- Polygonum weyrichii var. alpinum Maxim. ex Feash. & Savatier